# Мордатенко, Анастасий
Анаста́сий Мордате́нко (латыш. Anastasijs Mordatenko; род. 24 августа 1996) — латвийский футболист, полузащитник норвежского клуба «Нюбергсунн».

## Карьера
Воспитанник латвийского футбола. На взрослом уровне дебютировал 22 июля 2012 года в составе таллинского «Инфонета» в матче второго дивизиона Эстонии против «Лоотуса». Этот матч остался для латвийского полузащитника единственным в составе эстонской команды.
В последующие годы Анастасий играл за второй состав латвийского клуба «Вентспилс». В сезоне-2014 забил 15 голов в чемпионате дублёров Латвии и занял второе место в споре бомбардиров турнира, а его команда стала победителем турнира.
21 марта 2015 года сыграл дебютный матч в составе действующего чемпиона Латвии в чемпионате страны, а 21 июня 2015 в игре против «Даугавпилса» забил свой первый гол. Принял участие в финальном матче Кубка Латвии 2014/15, проигранном «Елгаве» 0:2. По итогам второго круга чемпионата Латвии-2015 вошёл в четвёрку лучших молодых игроков Латвии.
В дальнейшем выступал на правах аренды за «Даугавпилс» и числился в составе сербского «Раднички» (Ниш).
В декабре 2017 года перешел в «ФК КФ», играющий в любительской лиге СПБ. Принял участие в 8 матчах где забил 5 голов
В июне 2018 года вернулся в «Вентспилс», в котором за полсезона отыграл 11 матчей, в которых забил 3 гола, отдал 5 голевых передач и стал серебряным призёром чемпионата 2018 года.
В январе 2020 года перешёл в РФС.

### Международная карьера
Выступал за юношескую сборную Латвии по футболу, в том числе на Мемориале Гранаткина.
В составе молодёжной сборной Латвии первый матч провёл 4 сентября 2015 года, выйдя на замену на 77-й минуте вместо Владислава Гутковского в игре с Бельгией.

## Достижения
- Финалист Кубка Латвии: 2014/15, 2018
- Чемпион турнира дублёров Латвии: 2014